# Dangsing (Nuwakot)
Dangsing (nepalski: दान्सिङ) – gaun wikas samiti w środkowej części Nepalu w strefie Bagmati w dystrykcie Nuwakot. Według nepalskiego spisu powszechnego z 2001 roku liczył on 635 gospodarstw domowych i 3405 mieszkańców (1739 kobiet i 1666 mężczyzn).